# Aarne Äyräpää

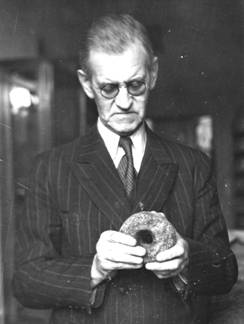
Aarne Äyräpää.

Aarne Elias Äyräpää, före 1930 Europaeus, född den 21 oktober 1887 i Vaala, död den 17 juni 1971 i Helsingfors, var en finländsk arkeolog, Tjänsteman vid Nationalmuseet, vid Arkeologiska kommissionen 1915-38, professor i arkeologi vid Helsingfors universitet 1938-54. Äyräpää var sin tids främsta kännare av Finlands stenålder och han har även behandlat ryska stenåldersproblem. Den kronologi han upprättade över den kamkeramiska kulturen anses banbrytande.

## Kulturer och kronologi
I Finland markeras övergången mellan mesolitisk och neolitisk tid av kamkeramikens introduktion. 1930 offentliggjorde Äyräpää sina kronologiska resultat. Innehållet är fortfarande relevant och endast mindre korrigeringar har gjorts. Däremot har vår kunskap om kamkeramikens absoluta ålder förändrats avsevärt. Äyräpää grupperade kamkeramiken i Finland i tre huvudskeden, den tidiga (stil I), den typiska (stil II) och den degenererade (stil III) kamkeramiken, vilka var och en i sin tur indelades i ett yngre och ett älrde skede. Den äldre typiska kamkeramiken förknippas med kamkeramiken. 
Äyräpää ansåg att Suomusjärvikulturens moderkultur är Kundakulturen i Baltikum och att de avvikande drag man finner inom den förstnämnda beror på att denna vidareutvecklades på inhemsk grund under inflytande från Olonets och Skandinavien. Äyräpää tillmätte dock även ett fortsatt inflytande från Kundakulturen en viss betydelse. 
Aarne Äyräpää skrev den första uttömmande syntesen över den finska båtyxkulturen på 1920-talet och påvisade 1915 att snörkeramisk kultur och båtyxkultur utgör samma skede. Redan på 1920-talet hävdade Äyräpää att båtyxkulturen hade varit en jordbrukskultur. Enligt honom skulle båtyxfolket ha underkuvat kamkeramikerna och etablerat sig som en aristokratisk överklass i samhället (tack vare sitt överlägsna tekniska kunnande). Äyräpää poängterade båtyxkulturens stora betydelse för Kiukaiskulturens uppkomst. Han förnekade inte den kamkeramiska kulturens betydelse för den fortsatta kulturutvecklingen, men uppfattade dock denna som marginell.
Eftersom den mesolitiska eran varade i 3000 år kan perioden på basis av landhöjningskronologin indelas i kronologiska skeden. Äyräpää indelade 1950 Suomusjärvikulturen i tre skeden: Laperla-, Sikunsuo- och Kisko-skedet, medan Ville Luho räknade med fyra skeden. Senast har Heikki Matiskainen indelat hela mesolitikum i två skeden, Ancylus- och Litorina-mesolitikum och samtidigt föreslagit ett slopande av termen "Suomusjärvikultur".